# Notoraja lira
 Notoraja lira és una espècie de peix de la família dels raids i de l'ordre dels raïformes.

## Morfologia
- Els mascles poden assolir 41,5 cm de longitud total.[4]

## Hàbitat
És un peix marí, de clima subtropical i demersal que viu fins als 1.050 m de fondària.

## Distribució geogràfica
Es troba a l'oceà Índic.

## Observacions
És inofensiu per als humans.